# St. Lawrence (Dakota del Sud)
St. Lawrence és una població dels Estats Units a l'estat de Dakota del Sud. Segons el cens del 2000 tenia 210 habitants.

## Demografia
Segons el cens del 2000, St. Lawrence tenia 210 habitants, 90 habitatges, i 63 famílies. La densitat de població era de 53 habitants per km².
Dels 90 habitatges en un 28,9% hi vivien nens de menys de 18 anys, en un 58,9% hi vivien parelles casades, en un 10% dones solteres, i en un 28,9% no eren unitats familiars. En el 25,6% dels habitatges hi vivien persones soles el 18,9% de les quals corresponia a persones de 65 anys o més que vivien soles. El nombre mitjà de persones vivint en cada habitatge era de 2,33 i el nombre mitjà de persones que vivien en cada família era de 2,8.
Per edats la població es repartia de la següent manera: un 22,4% tenia menys de 18 anys, un 7,6% entre 18 i 24, un 21,9% entre 25 i 44, un 22,9% de 45 a 60 i un 25,2% 65 anys o més.
L'edat mediana era de 44 anys. Per cada 100 dones de 18 o més anys hi havia 87,4 homes.
La renda mediana per habitatge era de 32.031 $ i la renda mediana per família de 34.583 $. Els homes tenien una renda mediana de 20.357 $ mentre que les dones 14.464 $. La renda per capita de la població era de 13.300 $. Entorn del 9% de les famílies i el 13,1% de la població estaven per davall del llindar de pobresa.

## Poblacions més properes
El següent diagrama mostra les poblacions més properes.